# Estación Gameleira
La Estación Gameleira es una estación de la Línea 1 del Metro de Belo Horizonte. Se localiza al lado del Expominas, Parque de Exposiciones de Minas Gerais.